# Sabacon iriei
Sabacon iriei is een hooiwagen uit de familie Sabaconidae.